# مجلة النداء الإسلامي
مجلة النداء الإسلامي، من المجلات الدينية الاجتماعية التاريخية التي ظهرت في مكة المكرمة في شهر ربيع الثاني 1356هـ/يونيو 1937م.

## بدايات نشأة المجلة
تولى مصطفى اندرقيري إدراتها ورئاسة تحريرها، وتتألف من أربعين صفحة، وتُحرر باللغتين العربية والملايوية، وكانت تُطبع في أول الأمر في المطبعة الماجدية بمكة المكرمة ثم أصبحت تُطبع في المطبعة العربية بمكة، وقد أوضح المحرر في افتتاحية العدد الأول الهدف من إصدارها قائلاً: «... وحباً في إيجاد التآلف والتعارف بين العنصرين الكريمين العربي والجاوي وخدمة للدين والإسلام والوطن، اعتزمنا - ونسأل الله التوفيق - إصدار مجلة» النداء الإسلامي«باللغتين العربية والملايوية لتكون رسالة هذه البلاد المقدسة للعالم الإسلامي عامة وللأمة الاندونيسية الملايوية خاصة...».، وقد صدرت الصفحة الأولى، حيث كُتب في أعلاها: العدد (1) السنة الأولى، ثم المدير ورئيس التحرير المسئول مصطفى أندرقيري، يحررها نخبة من الشباب.. النداء الإسلامي.. مجلة علمية دينية اجتماعية، تصدر شهرياً باللغتين العربية والملايوية.. الاشتراك السنوي في الداخل 3 ريال عربي، في الخارج ربع جنيه إنجليزي أو ما يُعادله، وفي وسط الصفحة كُتب ربيع الثاني سنة 1356هـ مكة المكرمة يونيو 1937م يليه فهرس المواضيع:
| الافتتاحية                    | رئيس التحرير               |
| ----------------------------- | -------------------------- |
| على بركة الله                 | الأستاذ إبراهيم الشورى     |
| تحية وحديث                    | الأديب مصطفى كمال باتوباره |
| حييت يا ابن عزيمة             | الأديب سعيد قاروت          |
| الدعاية                       | الأستاذ عبد الحميد الخطيب  |
| واجب المسلمين نحو معالم دينهم | الأستاذ أحمد قستي بنجر     |
| بلاغ وتحذير                   | مكتب الدعاية للحج          |
| الإسلام وسر تطور المسلمين     | الأديب عمر مراد لمفون      |
| رسالة النداء                  | الأديب محمد جنيدي سمباوه   |
| خلاصة الأخبار                 | الأديب محمد جنيدي سمباوه   |

## موضوعات المجلة
- طرح القضايا الإسلامية
- معالجة الموضوعات التي تتصل بحياة الجالية الملايوية الأندونيسية
- يمتاز أسلوب النسخة العربية من المجلة بالجودة والجزالة، والوضوح والبساطة، وإسهام الكُتاب المعروفين مثل محمد حسن عواد، وأحمد عبد الغفور عطار، ومحمد حسين زيدان، وإبراهيم الشورى، وعبدالحميد الخطيب.[4]

## نهاية المجلة
يعتبرالعدد التاسع عشر المؤرخ في شهر شوال 1357هـ/ديسمبر 1938م هو أخر ما يتوفر من أعدادها.

## انظر ايضاً
- مكة المكرمة
- مجلة المنهل

## وصلات خارجية
- من الصحف والمجلات الصادرة في مكة المكرمة.